# Vic Seixas
Elias Victor Seixas Jr. (30. srpna 1923 Filadelfie – 5. července 2024 Mill Valley) byl americký tenista dominikánsko-židovského původu. Podle statistik Harryho Hopmana byl v roce 1954 singlovou světovou jedničkou. V roce 1953 ovládl dvouhru na Wimbledonu a rok poté na US Open. Na Roland Garros se roku 1953 probojoval do finále, kde podlehl Australanovi Kenu Rosewallovi. Grandslam, na němž se mu nejméně dařilo, bylo Australian Open, kde bylo jeho maximem semifinále. Vynahradil si to ovšem v mužské čtyřhře, kde australské mistrovství vyhrál v roce 1955. Ve sbírce má i deblové triumfy z Paříže (1954, 1955) a New Yorku (1952, 1954). Na deblové vítězství mezi muži nedosáhl jen v All England Clubu, kde dvakrát ztroskotal ve finále (1952, 1954). Náplastí mu ovšem byla čtyřhra smíšená, kde vybojoval hned čtyři wimbledonské tituly (1953, 1954, 1955, 1956). Na domácím grandslamu získal tři (1953, 1954, 1955) a jeden vavřín z mixu si přivezl i z Paříže (1953). V mužské čtyřhře mu ke všem triumfům dopomohl krajan Tony Trabert, krom prvního titulu z Flushing Meadows, který získal po boku Australana Mervyna Rose. V sedmi mixových grandslamových vítězstvích byla jeho spoluhráčkou krajanka Doris Hartová, v tom osmém Shirley Fryová. S americkou reprezentací získal v roce 1954 Davisův pohár. Jeho bilance v této soutěži byla 38 výher a 17 proher. V roce 1971 byl uveden do Mezinárodní tenisové síně slávy. Jako pilot se zúčastnil bojů druhé světové války v Pacifiku. Po skončení hráčské kariéry se stal burzovním makléřem a tenisovým funkcionářem. Od roku 1989 žije v Kalifornii. Roku 2023 se dožil sta let a byl nejstarším žijícím grandslamovým vítězem.